# Euphaedra spatiosa
Euphaedra spatiosa är en fjärilsart som beskrevs av Paul Mabille 1877. Euphaedra spatiosa ingår i släktet Euphaedra och familjen praktfjärilar. Inga underarter finns listade i Catalogue of Life.

## Bildgalleri

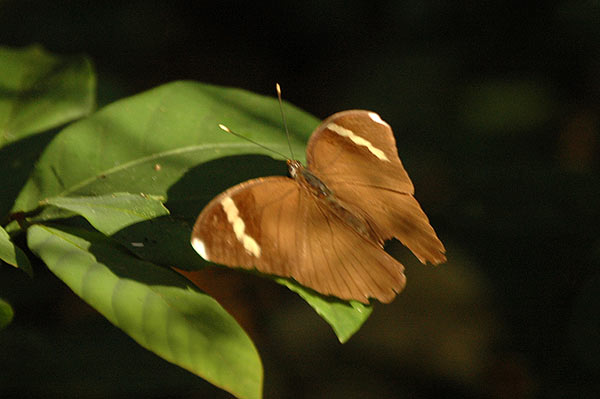
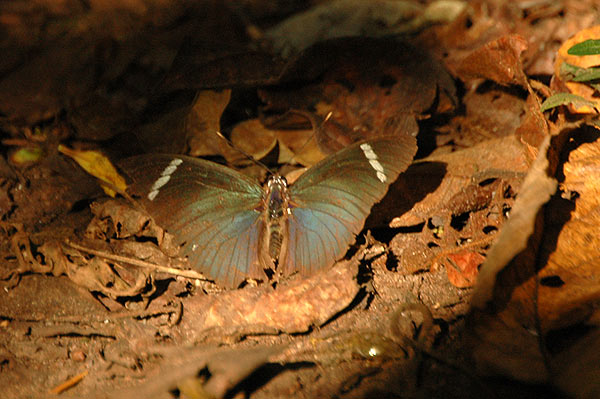
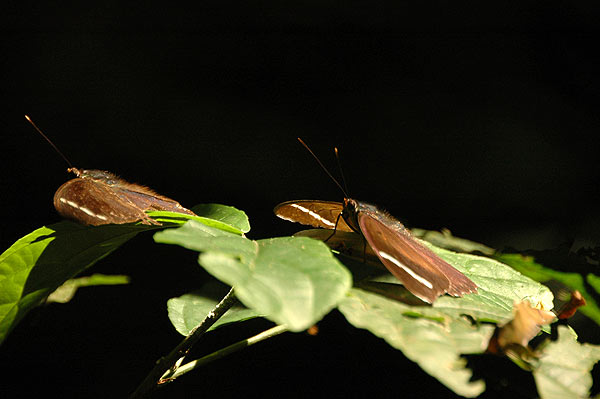